# Occidentula latens
Occidentula latens är en insektsart som beskrevs av Brown, H.D. 1967. Occidentula latens ingår i släktet Occidentula och familjen Lentulidae. Inga underarter finns listade i Catalogue of Life.